# جیمز یاپ (بازیکن بسکتبال، زاده ۱۹۸۲)
جیمز یاپ (انگلیسی: James Yap؛ زادهٔ ۱۵ فوریهٔ ۱۹۸۲) بازیکن بسکتبال اهل فیلیپین بود. وی در بازی‌های آسیایی ۲۰۱۸ شرکت کرده‌است.